# 造山古墳

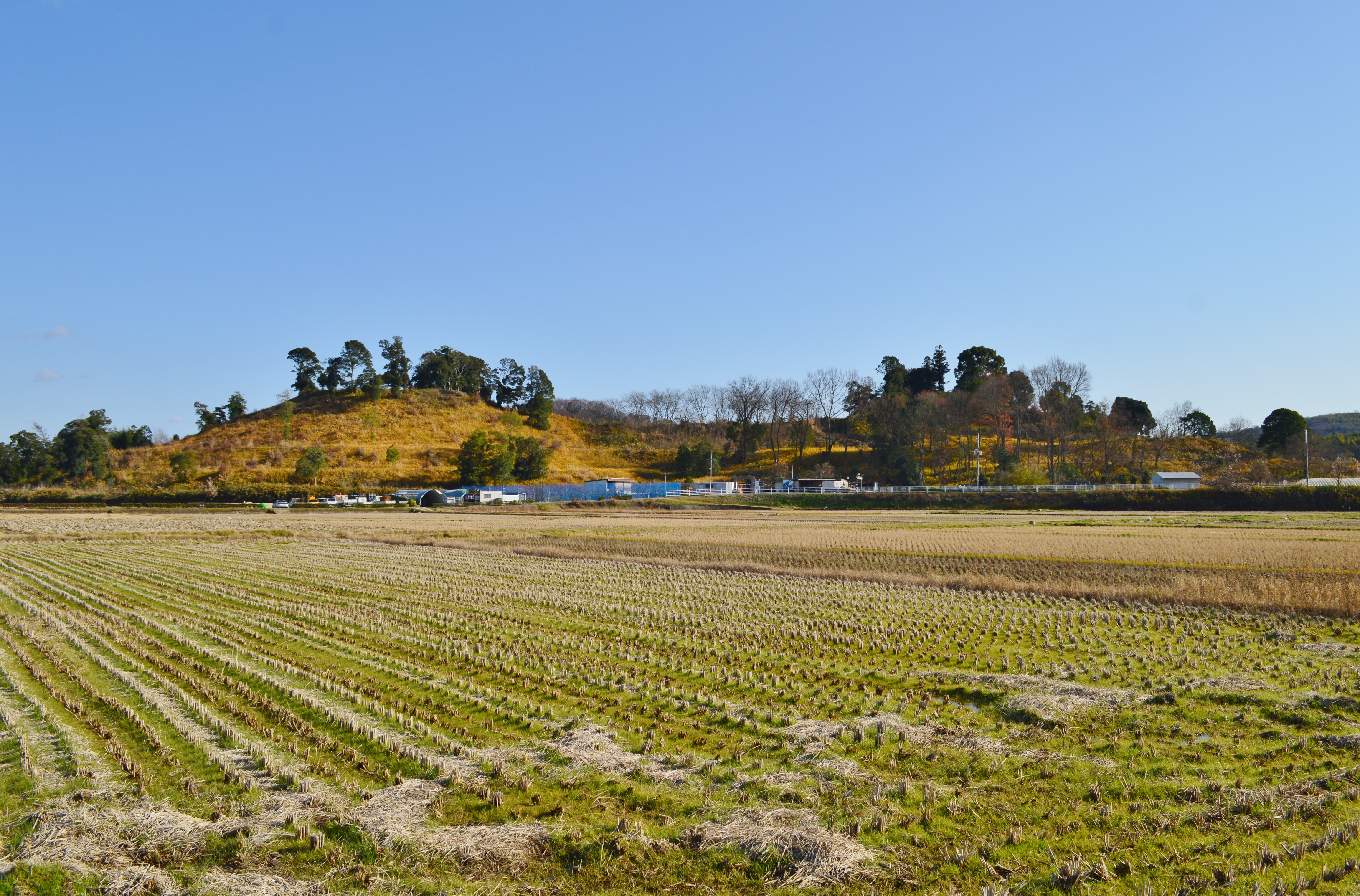
墳丘全景左に後円部、右に前方部。

造山古墳（つくりやまこふん）は、岡山県岡山市北区新庄下にある古墳。形状は前方後円墳。国の史跡に指定されている。また古墳周辺は吉備路風土記の丘県立自然公園として整備されている。
岡山県では最大、全国では第4位の規模の巨大古墳で、5世紀前半（古墳時代中期）の築造とされる。墳丘に立ち入りできる古墳としては全国最大の規模になる。

## 概要
岡山市西部、足守川右岸において丘陵を切断して築造された巨大前方後円墳である。墳丘は3段築成で、前方部の頂は壇状の高まりをなす。墳丘長は約360メートルを測り、大仙陵古墳（大阪府堺市、約486メートル）、誉田御廟山古墳（大阪府羽曳野市、約420メートル）、上石津ミサンザイ古墳（大阪府堺市、約365メートル）に次ぐ全国第4位の規模を誇る。周囲には榊山古墳（造山第1号墳）や千足装飾古墳（造山第5号墳）など6基の陪塚がある。現在に至るまで本格的な学術調査は行われておらず、内部は未発掘である。特徴として、墳丘の長さに対して後円部の割合が大きいことが挙げられる。
大きさから古代吉備にヤマト王権に対抗しうる、または、拮抗した強力な王権（吉備政権）があったとする見解がある。天皇陵に比定されている上位3古墳をはじめ近畿地方の巨大古墳が宮内庁により国民はもちろん学者・専門家も内部への立ち入りが禁止されているのに対し、ここは立ち入り出来る古墳では国内最大のものであり、全国的に見ても貴重である。
なお、総社市にも同音の作山古墳（つくりやまこふん）があり、地元では造山古墳は「ぞうざん」、作山古墳は「さくざん」と区別して呼んでいる。

## 規模・構造

### 規模
- 墳丘長：約360メートル[5][6]
- 後円部
  - 復元直径：約190メートル
  - 高さ：約29メートル
- 前方部
  - 幅：約215メートル
  - 高さ：約25メートル

### 前方部
前方部の墳丘は破壊されており、その跡に造山集落の荒（こう）神社が建てられている。同神社の鐘突堂の脇に置かれている手水鉢は、阿蘇凝灰岩製の刳抜（くりぬき）式の長持型石棺の身部分であり、風雨に晒されている。また、神社の右横側後ろに石棺の蓋の破片が放置されている。この石棺はある時期に盗掘、乱掘されたものだと推測され、新庄車塚古墳より運ばれたものであるという伝承がある。この前方部の頂に祭祀に使用された台形壇があったと想定され、後円部への埋葬が終わってから作られたものであると考えられる。その大きさは、台形の短辺（下底）が約70メートル、長辺（上底）は約40メートル、両辺の間（高さ）約50メートルという大規模なものである。後円部へ向かうと広場と呼ぶに相応しい平坦部がある。墳丘上には3列に巡らされている円筒埴輪列が存在しているが、現在では地表に表れた埴輪片はほとんど拾いつくされ、見つけることが困難になっている。

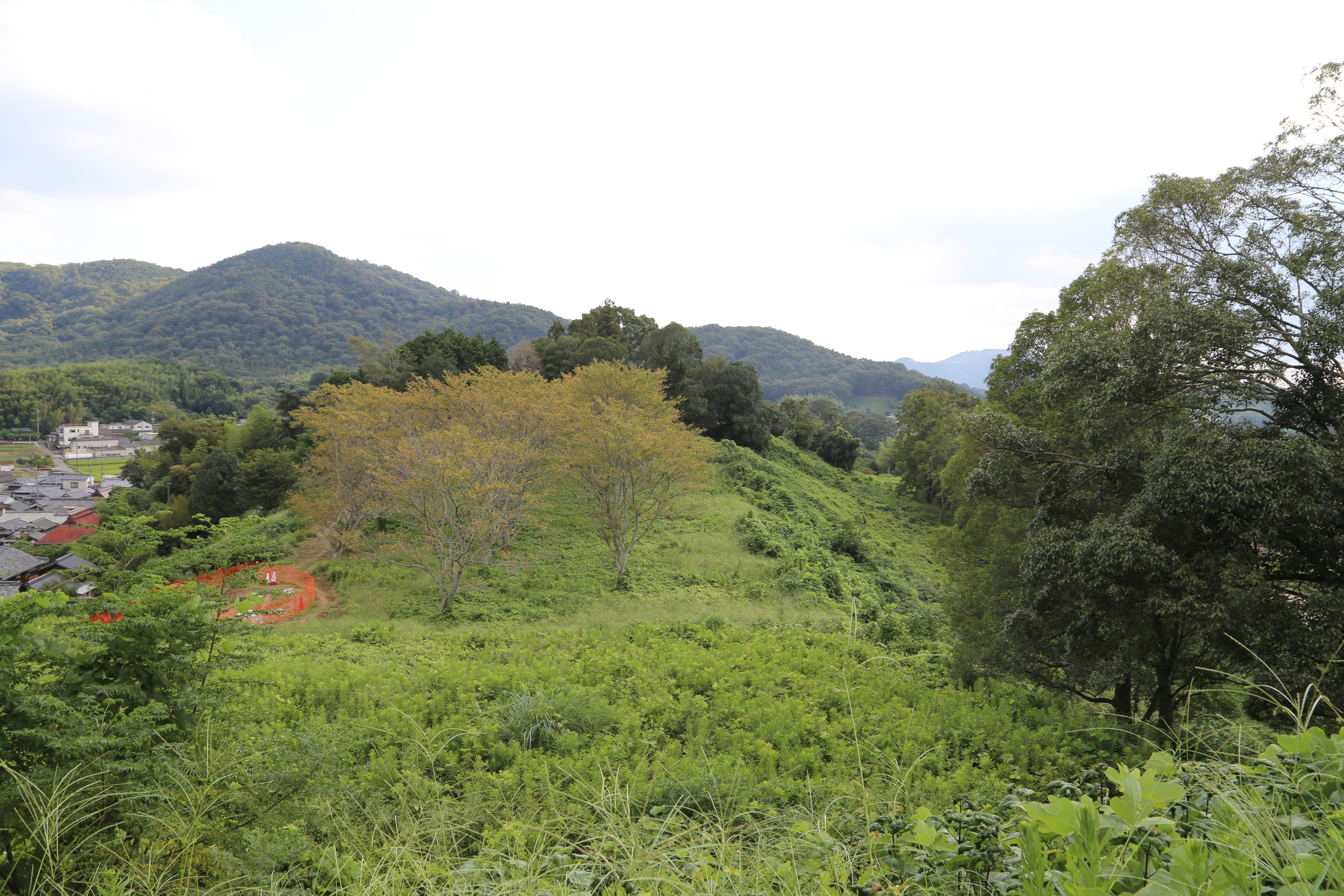
後円部から前方部を望む
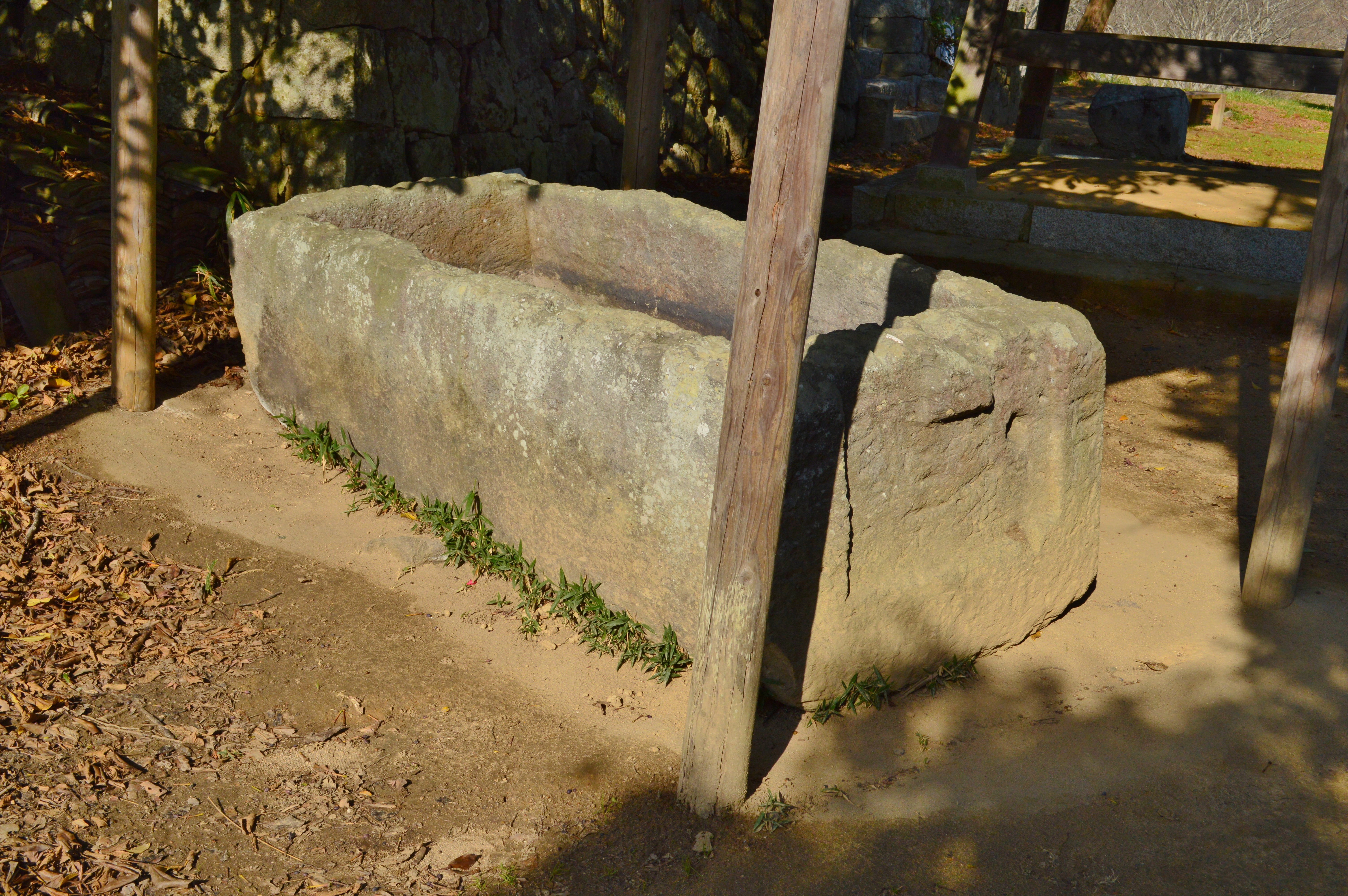
石棺棺身
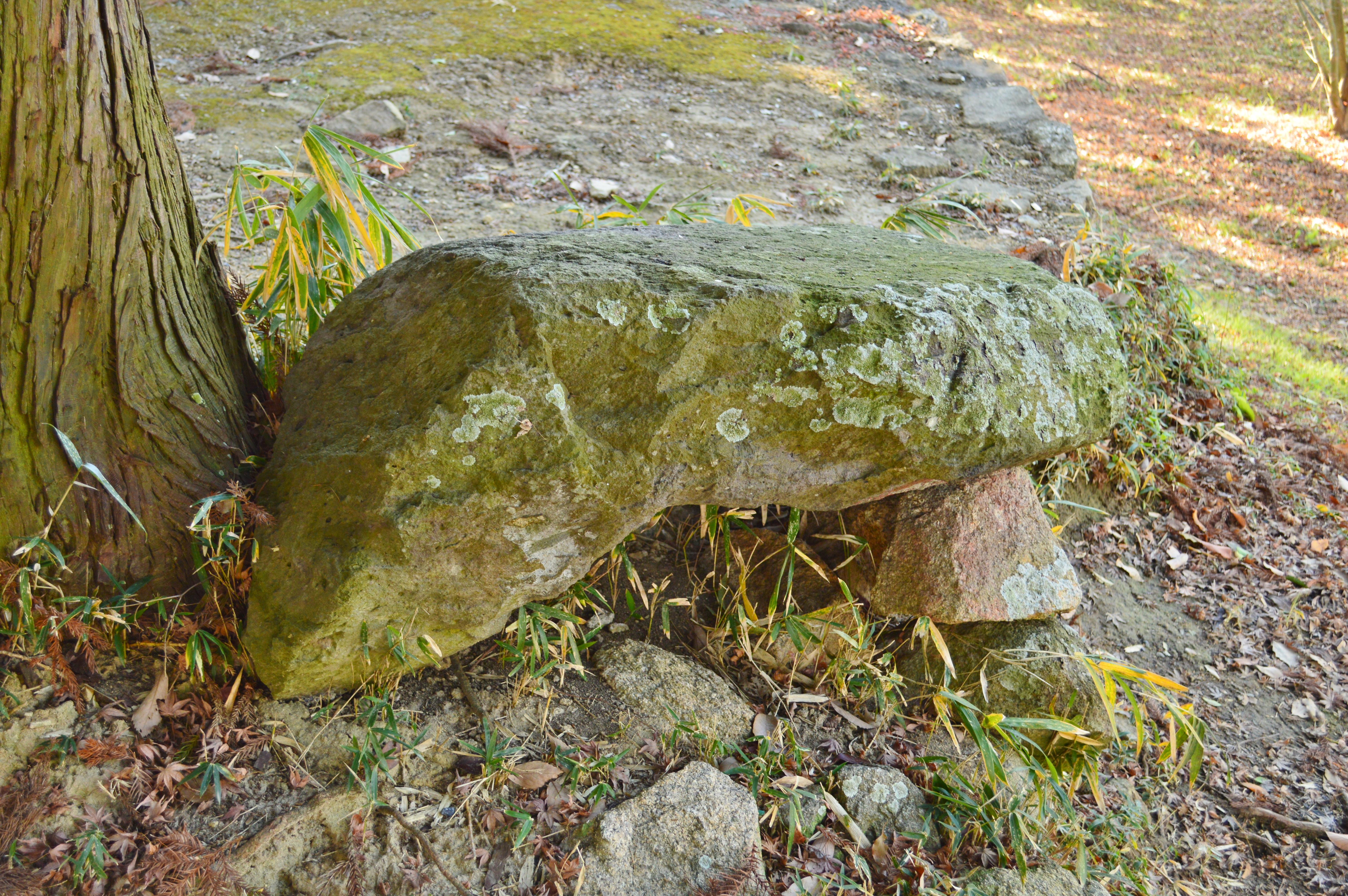
石棺蓋石

### 後円部

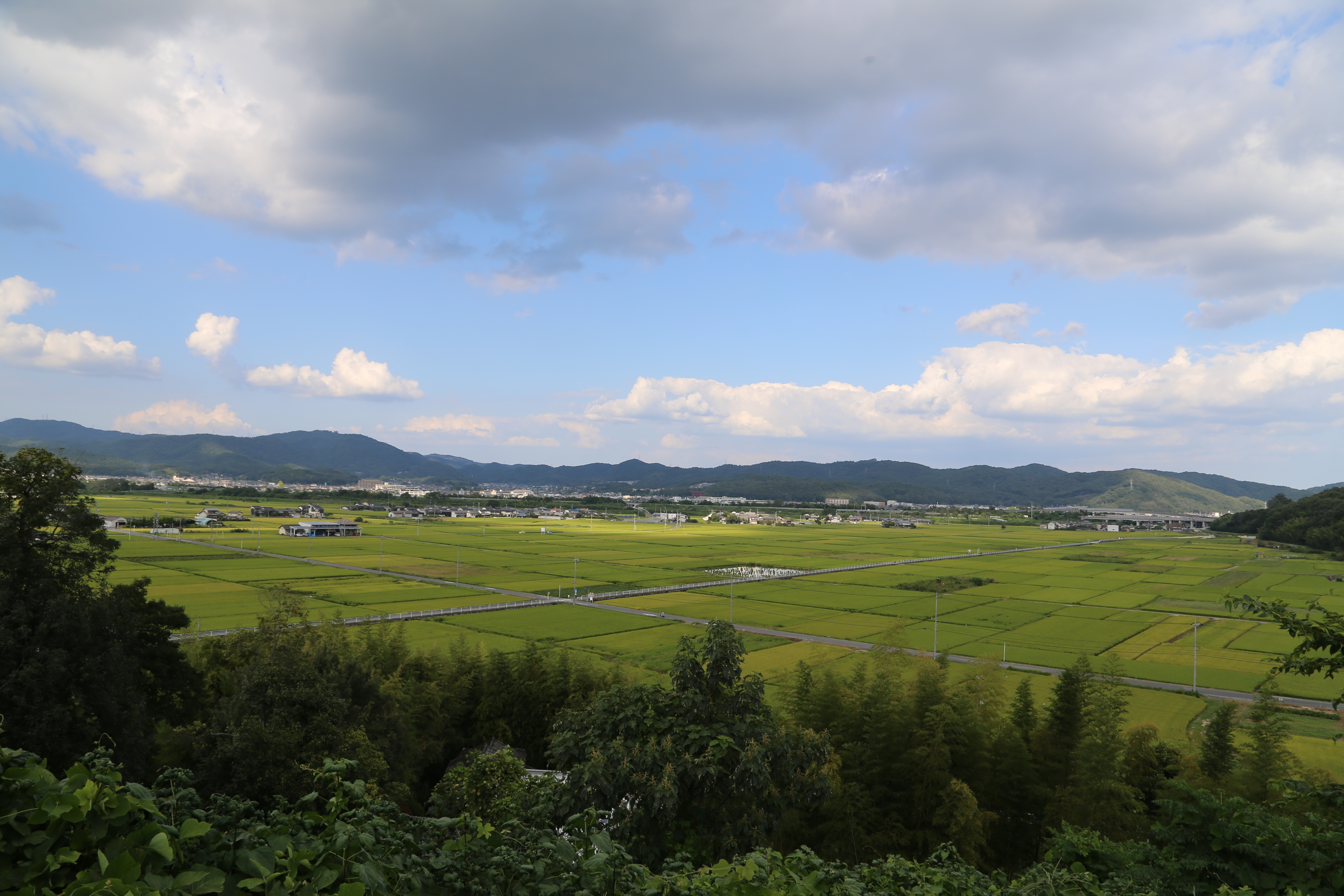
造山古墳から備中高松城を望む

後円部には隆起斜道（後円部に登る道）や掘割墓道（墓壙に至る道）が設けられていたと推定されるが、中世末には城砦となっていたため、相当の部分が作り直されていると推測される。後円部の頂は平坦で斜面の傾斜が強く、三段三斜面の築成であり、上斜面の傾斜が特に急になっている。それは禁忌（きんき）あるいは畏忌（いき）の考え方と結びついていたと考えられている。なお、後円部から直弧文楯、靭（ゆき）、蓋（きぬがさ）、家などの形象埴輪と円筒埴輪が多数採集されており、墳丘には葺石が葺かれていたとみられている。平坦部は、安土桃山時代に羽柴秀吉の毛利攻めの際、毛利方が陣地を設けるために頂上を平らにしたことによるものと考えられている。このとき、後円部の周囲に土塁を築き、さらに郭を2カ所、竪堀を3カ所設けている。

### 造出・周濠
造出は、元は左右対称の位置にあったものと推定されている。現在、左造出が残っており、右造出がないが元はあったと推定されている。左造出は前方部側面の括れ部に接して元は長方形であったと考えられ、上面で幅10メートル強、長さ約30メートル、高さ約2メートル強となっている。
周濠は長い間発見されず、有無をめぐって議論があったが2010年（平成22年）に行われた岡山大学文学部考古学研究室の試掘調査で存在が確認された。幅約20メートルと推定されている。また、葺石は角礫のごく一部が現れている。

### 陪塚
| 名称                    | 形状                       | 規模                   | 特徴                                                                                                 |
| ----------------------- | -------------------------- | ---------------------- | --- |
| 榊山古墳（造山第1号墳） | 円墳もしくは前方後円墳     | 後円部径約40メートル   | 馬形帯鈎が出土。その他、神獣鏡や銅鈴等も出土。                                                       |
| 造山第2号墳             | 方墳                       | 一辺約40メートル       | 周濠が存在。外堤上に埴輪列を伴い、100体以上の埴輪が出土。                                            |
| 造山第3号墳             | 円墳か?                    | 径約30メートル         | |
| 造山第4号墳             | 円墳もしくは前方後円墳     | 墳丘の長さ約55メートル | 墳丘端から円筒埴輪、形象埴輪（家形・短甲形）が出土。                                                 |
| 千足古墳（造山第5号墳） | 前方後円墳（帆立貝形古墳） | 墳丘の長さ約75メートル | 3段築成。九州北西部の装飾古墳に類似した初期の横穴式石室をもつ。 石室内に直弧文の刻まれた石障がある。 |
| 造山第6号墳             | 円墳                       | 径30メートル           | 横穴式石室をもつ。                                                                                   |

※第5号墳（帆立貝形古墳の千足古墳）は初期の横穴式石室が主体であり、円墳の1基から初期の須恵器や陶質土器が出土していることを考え合わせると、陪塚（ばいちょう・ばいづか）と考えられているこれらの6基の古墳群は、造山古墳と築造時期が異なる古墳を含み、陪塚とするのは適切ではないとみられている。

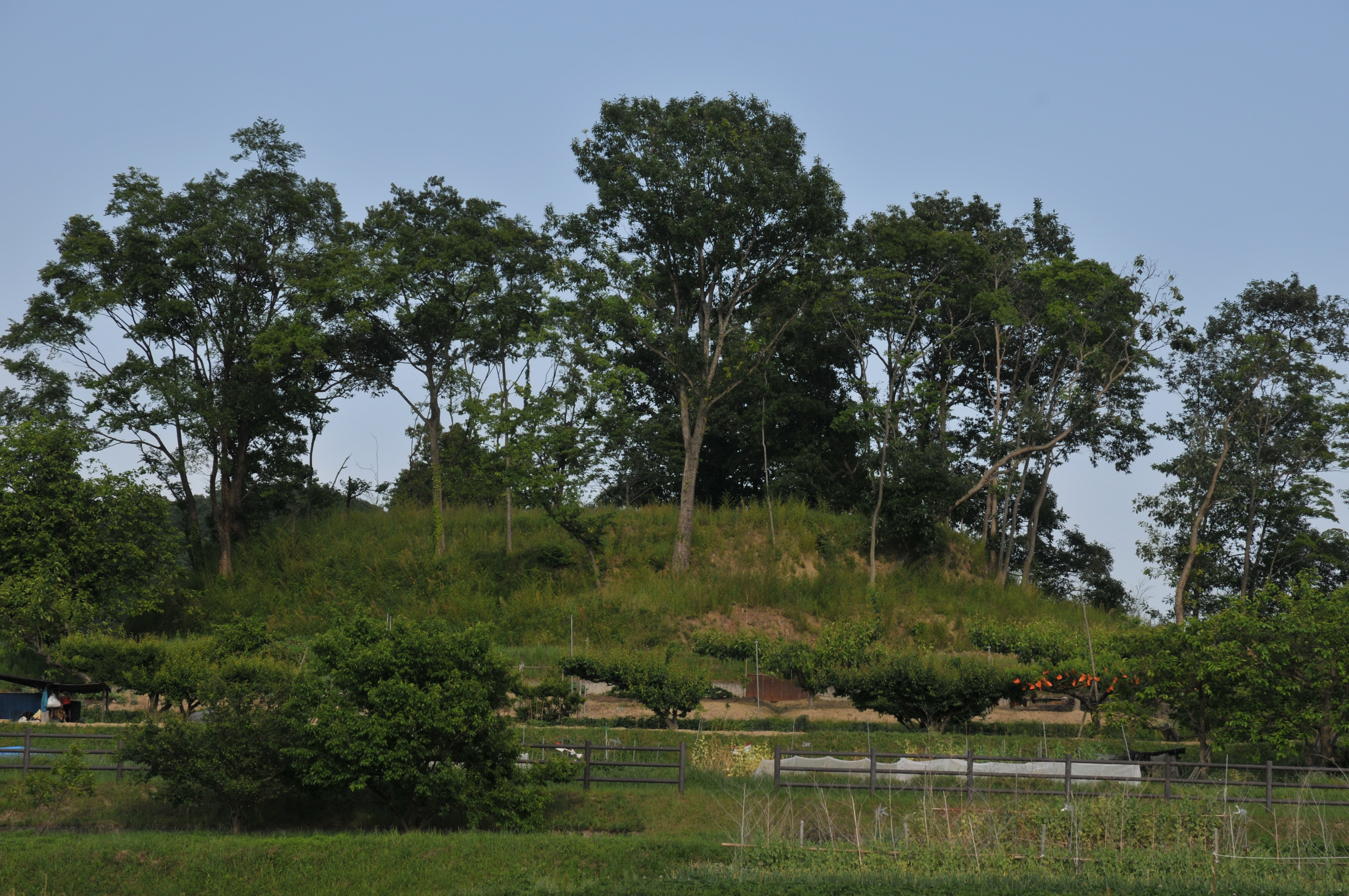
榊山古墳（造山第1号墳）
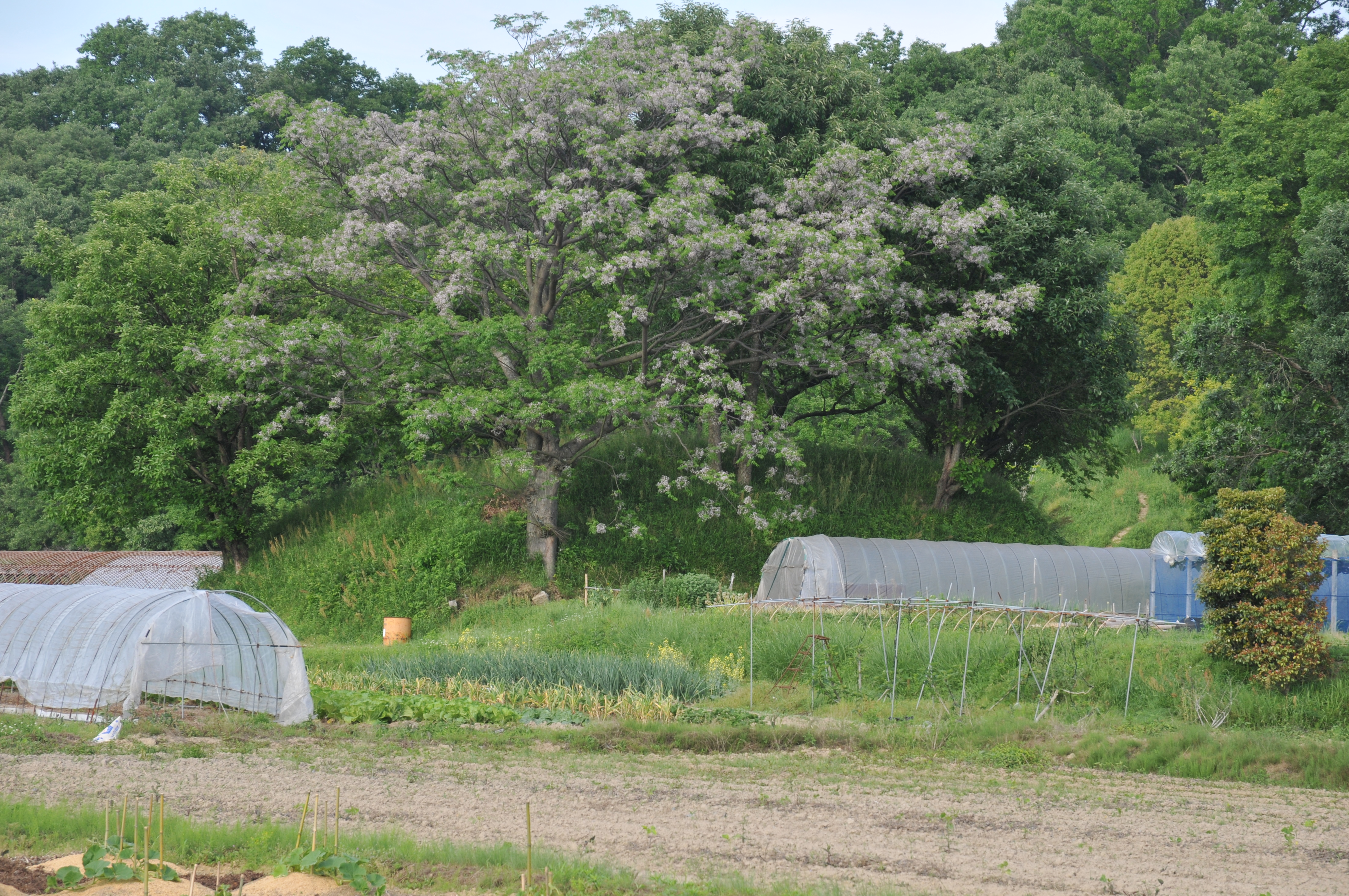
造山第2号墳
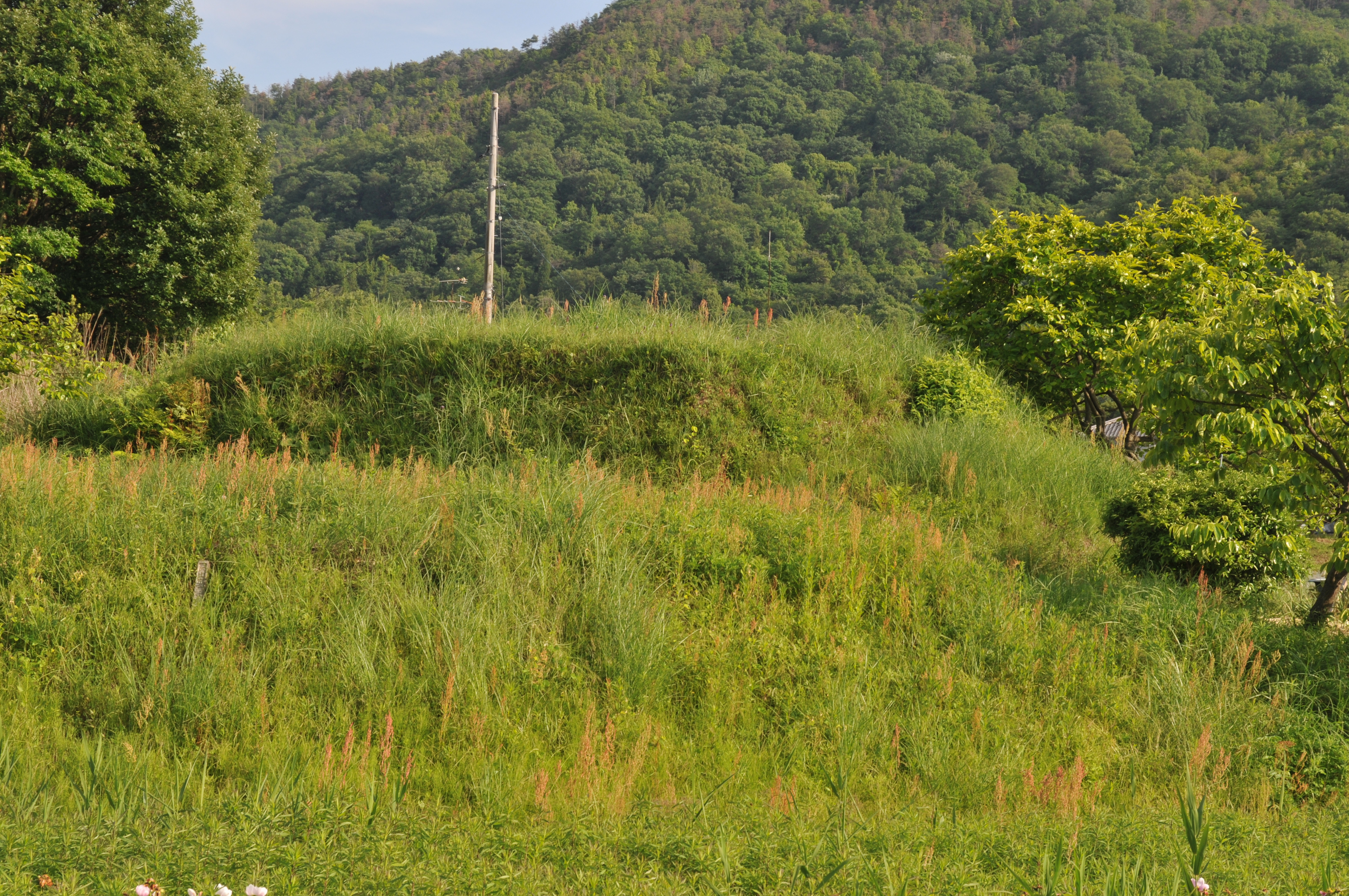
造山第3号墳
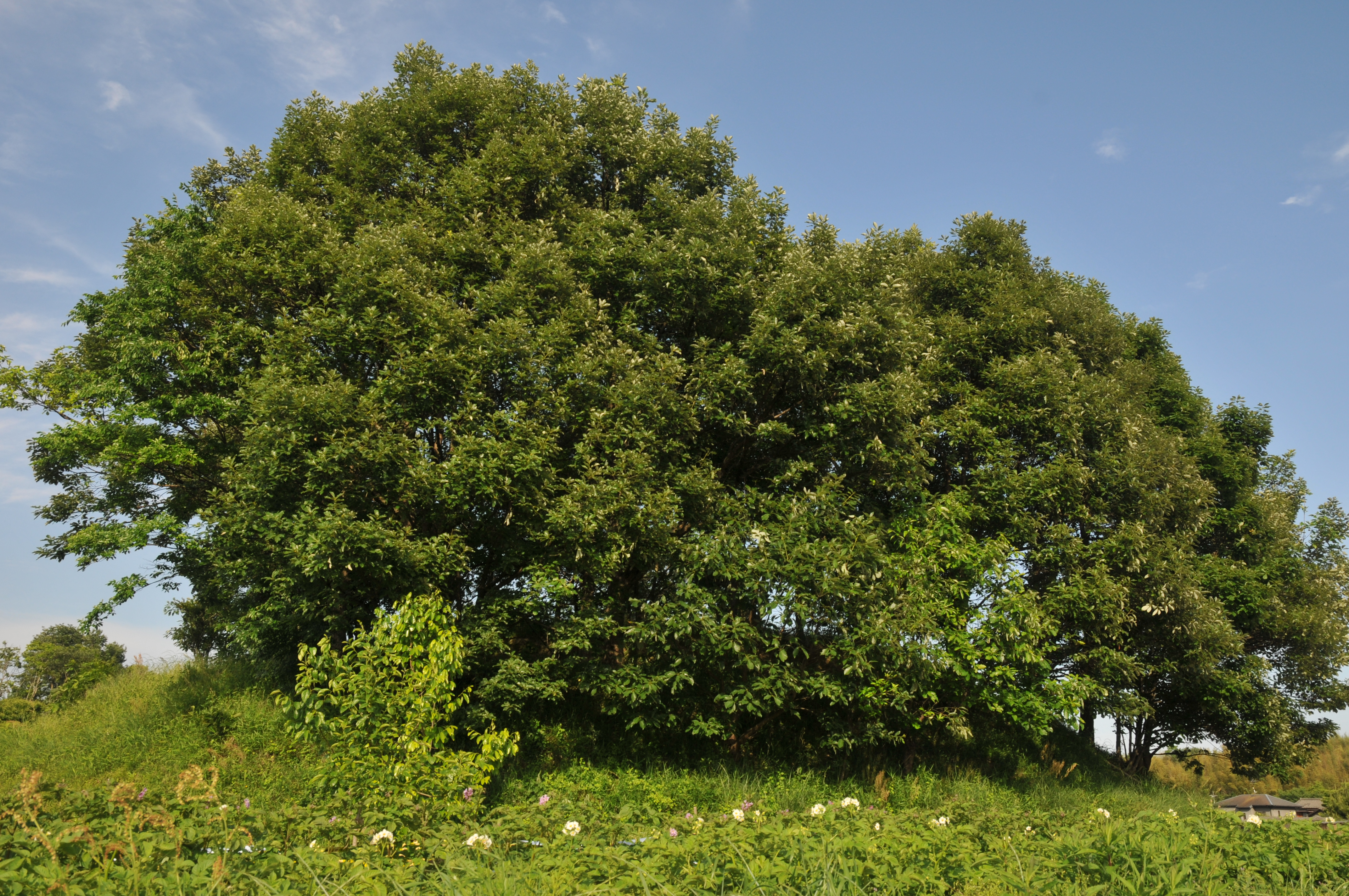
造山第4号墳
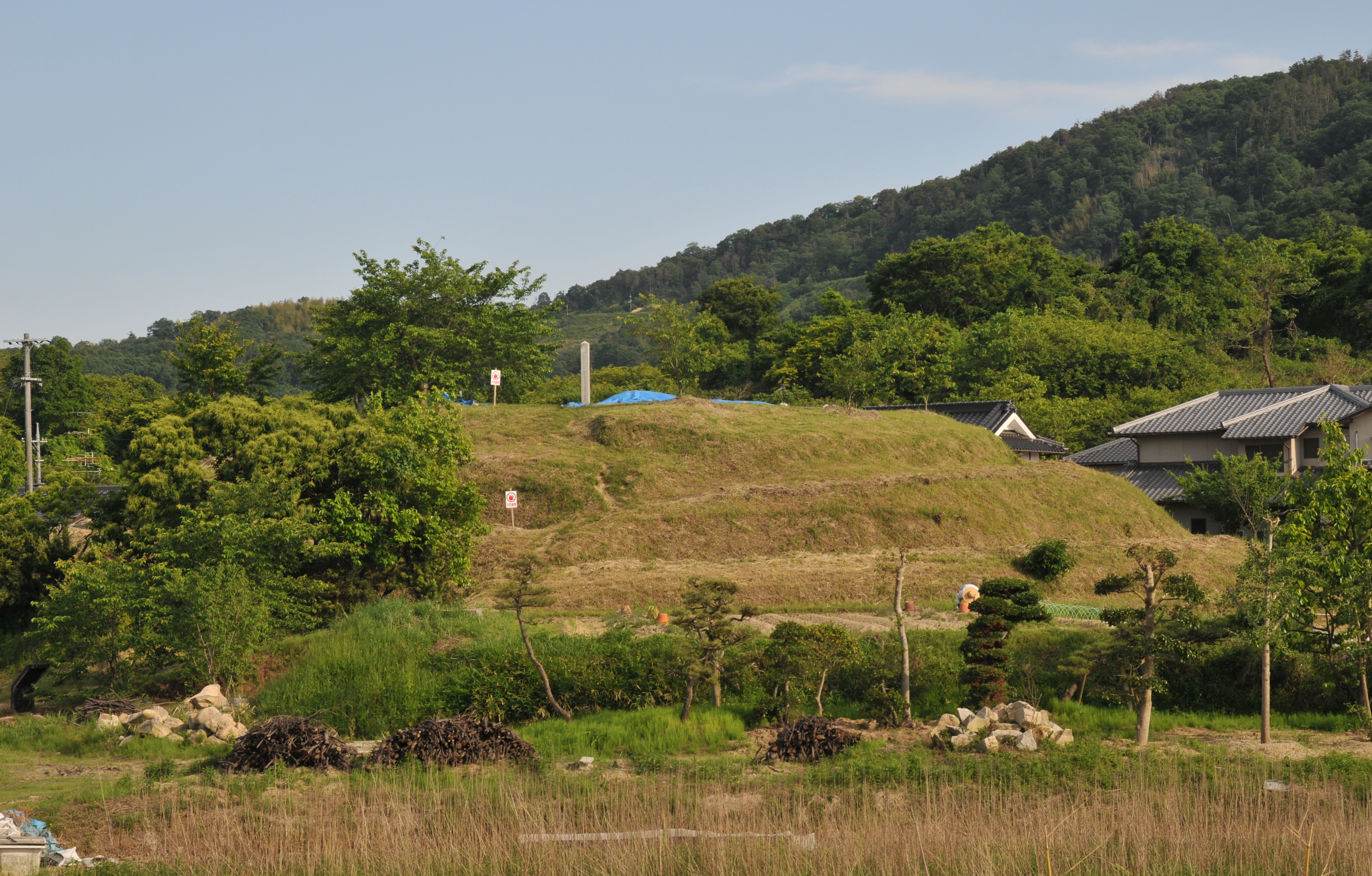
千足古墳（造山第5号墳）

## 築造時期
墳丘の現在の形状、これまで出土した埴輪の制作時期などから考えて、本古墳の築造時期は5世紀前葉末から中葉はじめ頃と推定されている。
記紀に現れる吉備津彦の陵墓は、足守川を挟んで東に5km弱ほど離れた岡山県内の中山茶臼山古墳（明治7年に宮内庁指定陵、築造は3世紀後半から4世紀）に比定され、現在はそれ以降の築造と考えられている。

## 被葬者
古墳について文献からは発見されておらず不詳である。宮内庁の陵墓参考地には指定されていないが、本格的な墳丘内部の学術的調査は不十分であり、考古学的にも被葬者について具体的には解明されていない。
足守川一帯は遺跡や古墳が多く（上東遺跡 - 弥生時代、楯築遺跡 - 2世紀後半から3世紀 、上述の中山茶臼山古墳、作山古墳 - 5世紀中葉、王墓山古墳 -6世紀後半 など、日幡城も古墳跡といわれる）、古来からの一帯を支配した勢力の首長級の陵墓、さらには、現在大阪府に残る陵墓以外では最大の規模の陵墓であることから、ヤマト王権に拮抗する勢力首長の陵墓とも考えられている。
一方で、吉備単独勢力の首長ではなく、ヤマト王権と連合した倭王のうちの一人の陵墓ではないかと見ている研究者もいる。

## 文化財

### 現状
前述のとおり、前方部には社が建っており、後円部には戦国時代に改変されたと考えられる平坦部が存在し、さらには墳丘南東端に集落が形成されているなど、築造当時の状態からは破壊が進んでしまっている。このため築造当時の規模はまだ明らかになっていない。
2009年（平成21年）より岡山大学の調査チームによって築造当時の規模の特定、周濠の有無や築造年代を推定する遺物の確認を目的として、史跡指定地外の発掘調査が3年計画で行われた。その結果、後円部東側の調査区から周濠の存在が確認された。
陪塚とされる6基の中小古墳（国の史跡）のうち、千足古墳では2009年10月に石障に描かれている呪術文様の剥落が発見されており、更に2010年5月には調査のため普段はほぼ水没した状態だった石室の水を抜いた際に白カビが発生する新たな問題も起こっている。このため岡山市教育委員会は、石障部分を取り外して保存する方針を決めた。実現すれば、高松塚古墳、キトラ古墳に次ぎ、国内3例目の事態となる。
2015年（平成27年）からは、10年程度をかけた墳丘周辺部での発掘調査が実施されている。なお2016年（平成28年）には、大雨で墳丘斜面が崩れる被害が生じている。なお、「造山古墳ビジターセンター」が2019年度末に完成の予定だったが2020年4月1日に遅れて完成した。。

### 国の史跡
- 造山古墳　第一、二、三、四、五、六古墳 - 大正10年3月3日指定[16]。

## 交通アクセス
- 西日本旅客鉄道（JR西日本）吉備線 備中高松駅から、タクシーで約12分。
- 総社駅前および備中国分寺前よりレンタサイクルも利用可能。